# Patrick Keil
Pour les articles homonymes, voir Keil.
 (mars 2019).
Si vous disposez d'ouvrages ou d'articles de référence ou si vous connaissez des sites web de qualité traitant du thème abordé ici, merci de compléter l'article en donnant les références utiles à sa vérifiabilité et en les liant à la section « Notes et références ».
Patrick Keil, né le 1er avril 1963 à Paris et mort le 24 mars 2019 à Roubaix (Nord), est un magistrat français connu pour avoir instruit l'Affaire Festina en 1998-2000, et pour avoir été révoqué de la magistrature en 2009 pour corruption passive et violation du secret professionnel.

## Carrière
Après avoir obtenu un DEA de droit privé, Patrick Keil réussit le concours d'entrée de l'École nationale de la magistrature en décembre 1988.
Il est d'abord nommé juge d'instruction au tribunal de grande instance de Chaumont le 1er février 1991.
Puis il est nommé à sa demande juge d'instruction au tribunal de grande instance de Lille à compter du 1er septembre 1993.
Alors qu'il est magistrat à Lille, il est chargé à l'été 1998 d'instruire le dopage supposé de Richard Virenque et d'autres membres de l'équipe Festina. Cette affaire Festina aura un fort impact médiatique et sportif.
Le 31 juillet 2000, il est nommé substitut du procureur au tribunal de grande instance de Carcassonne.
En 2008, il est nommé substitut du procureur au tribunal de grande instance de Montpellier. À la suite de son divorce, il sombre dans l'alcoolisme et le surendettement. Pour payer ses dettes, il offre à diverses personnes poursuivies dans des affaires pénales de les renseigner sur l'état des procédures en cours (d'où les poursuites pour violation du secret professionnel) ou de « faire sauter des contraventions » (poursuites pour corruption).
Dénoncé à l'été 2008, il est placé durant trois mois en détention provisoire, avant d'être révoqué de la magistrature à l'été 2009. Il perçoit alors le RSA et est hébergé dans des centres d'hébergement pour SDF ou foyers Emmaüs.
Le Conseil supérieur de la magistrature a indiqué dans son arrêt que « les faits qui lui sont reprochés traduisent une perte complète des repères déontologiques fondamentaux de sa profession et constituent des manquements graves aux devoirs de son état de magistrat. »
Il a par la suite été embauché dans une entreprise de BTP par un ancien ami lillois.
Il est jugé par la 17e chambre correctionnelle du tribunal correctionnel de Paris le 6 janvier 2012. À l'audience, il déclare que « c'est pas évident de reconnaître à quel point vous tombez dans la déchéance », conscient de s'être engagé dans « un suicide professionnel, social et sanitaire ». Le procureur a reconnu « le problème d'alcool d'un prévenu fragilisé ».
Patrick Keil a été condamné le 17 février 2012 à un an d'emprisonnement avec sursis pour corruption passive de magistrat et violation du secret professionnel.

## Publication
- Du barreau aux barreaux : la descente aux enfers du juge de l'affaire Festina, en collaboration avec Jean-Michel Lepreux, 2009

## Pour approfondir